# Yeosu
Yeosu est une ville portuaire dans le Sud de la Corée dans la province du Jeolla du Sud dont le territoire s’étend sur une presqu’ile et 317 iles. La zone administrative actuelle (si) de Yeosu est issue de la fusion en 1998 de la ville de Yeosu avec la ville et le district de Yeochon pour former la subdivision la plus peuplée de la province (292 220 habitants en 2010), ses habitants étant dispersés sur un territoire de 502,3 km². Gagnant du terrain sur la mer, son territoire s’agrandit régulièrement (498,1 km² en 2002, 501,3 en 2007) mais sa population continue de diminuer (320 570 habitants en 2002, 295 439 en 2007). Elle se trouve à 1 h 30 de Gwangju et 2 h 30 de Busan et Daegu. Les symboles de la ville sont le camélia, sa fleur et la mouette. La ville comptait 303 000 habitants en 2000, 268 000 en 2010 et 279 000 en 2020.

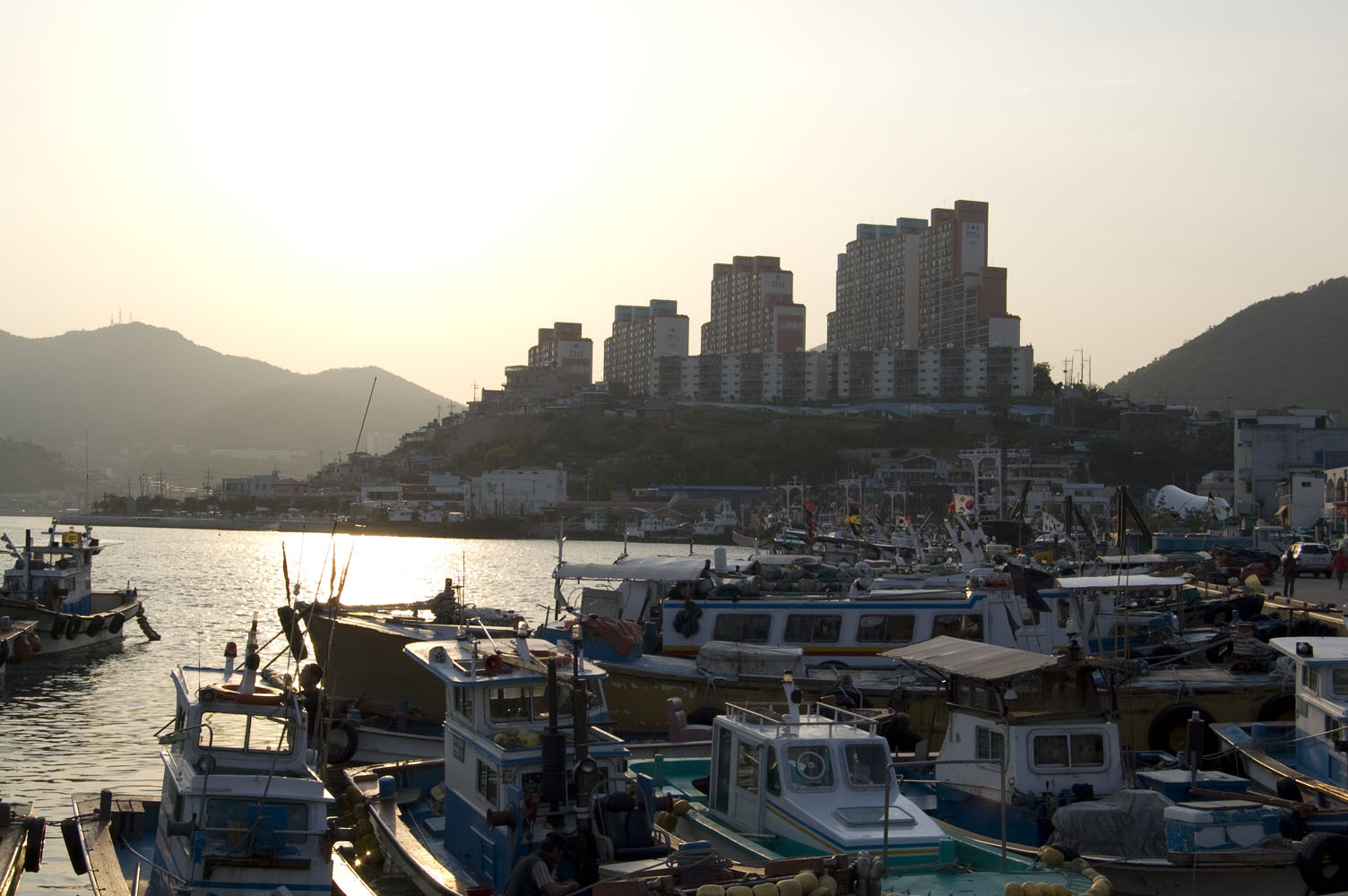
La ville de Yeosu et le port

## Histoire

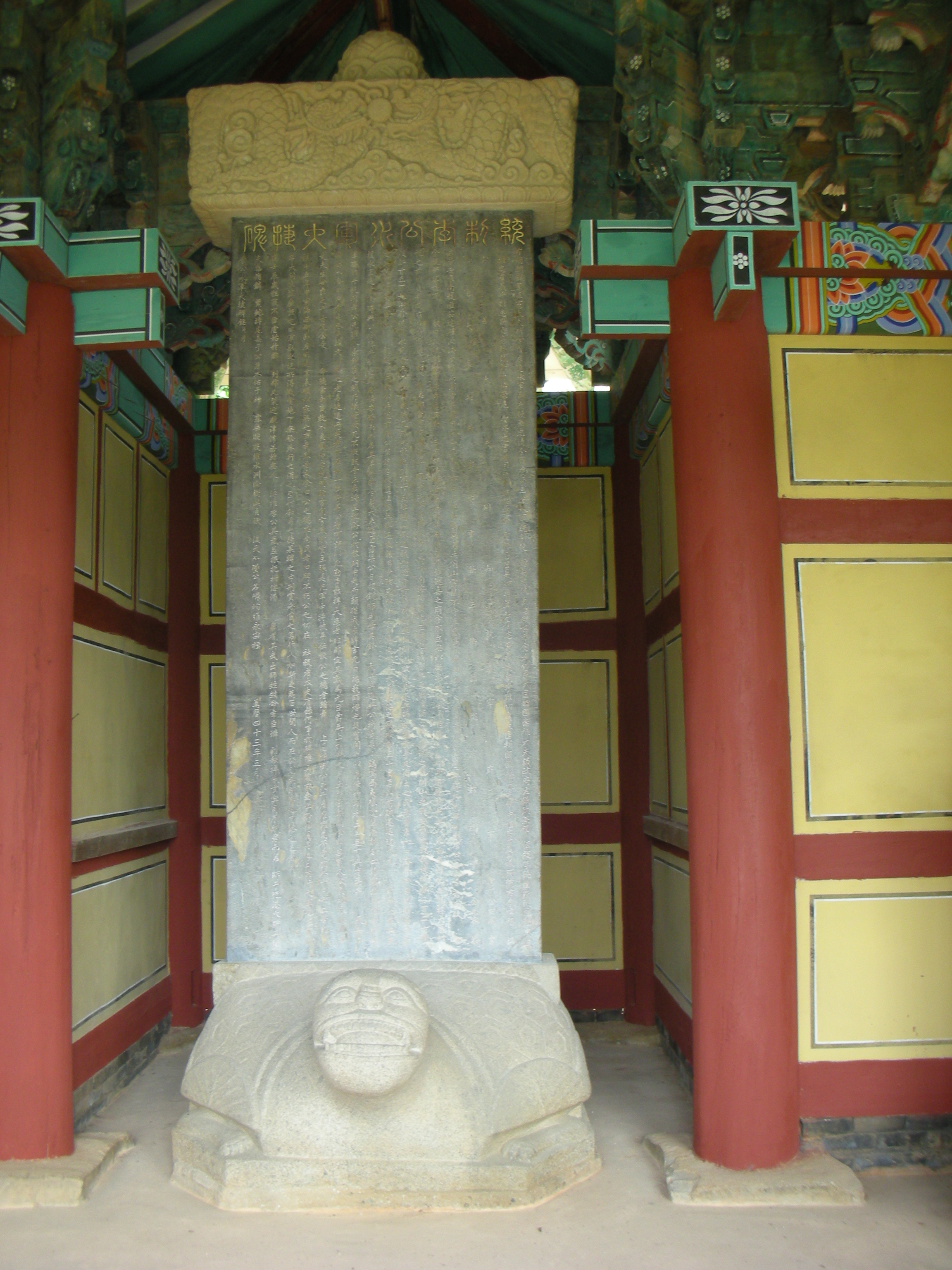
Le monument Daechop en l'honneur de Yi Sun-sin (1620)

Du néolithique, les restes les plus impressionnants ont été retrouvés à Sonjukdo, une ile située à 86 km au sud de Yeosu. Il s’agit de gros tas de coquillages et de pièces de poterie rouge-brune avec des décors en dents de peigne.
Sur la presqu’ile, la préhistoire est marquée par la présence de nombreux dolmens datant de l’âge du bronze, le plus remarquable étant Wangbawijae, long de 8,60 m. De nombreux objets ont été retrouvés à Hwajang-dong, ce site fait maintenant l’objet d’une reconstitution.
La forteresse Gorak, maintenant en ruine, possède une structure complexe assez rare. Elle date de la fin de la période du Baekje postérieur (IXe siècle). La forteresse Seokchang, un château carré en pierre, a été construite au début de la période Joseon (1392-1910).
L’histoire de la ville est fortement marquée par les batailles navales gagnées contre les japonais à l’aide de bateaux-tortue. Le port abritait la section de la marine de la dynastie Joseon responsable du secteur est de la province du Jeolla depuis 1479. C’était la principale base d’opération pour l’amiral Yi Sun-sin lors des batailles navales de la guerre Imjin de 1591-1598 contre le Japon.
Au milieu du XVIIe siècle, la ville accueillit Hendrik Hamel, le premier européen qui fit une description de la Corée. De 1885 à 1887, Geomundo est occupée par les Anglais qui y construisent une base navale.
Yeosu a participé au soulèvement du Donghak en 1894. Cette rébellion contre le gouvernement, l’aristocratie et les étrangers fut à l’origine de la première guerre sino-japonaise.
En octobre 1948, la région d’Yeosu et de Suncheon fut le théâtre d’une rébellion contre le gouvernement de Syngman Rhee.
Elle a été choisie en novembre 2007 pour accueillir l'exposition internationale de 2012, Expo 2012 sur le thème « pour des côtes et des océans vivants » .

## Géographie

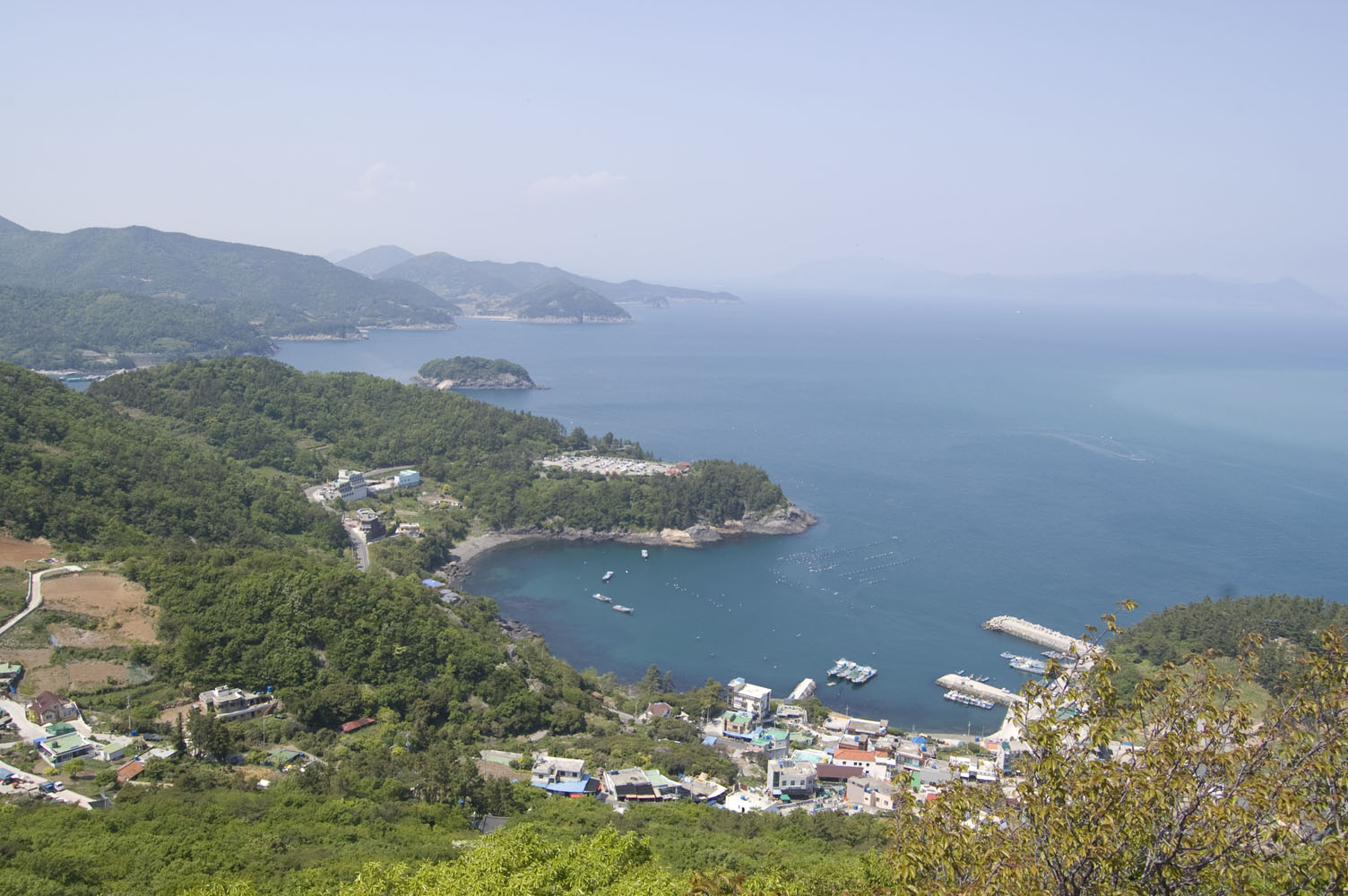
Un village sur la côte

Avec les villes de Suncheon et de Gwangyang ainsi que le district de Hadong, elle forme la zone franche de la baie de Gwangyang qui est complètement entourée par un complexe industriel. En particulier, la raffinerie de GS-Caltex (775 000 barils par jour) et l’usine de Yeoncheon NCC (250 000 tonnes d’éthylène par an) se trouvent sur le territoire de Yeosu.
Le terrain est accidenté à cause des montagnes et la côte très découpée : le littoral est long de 906 km et comporte 317 iles dont 49 sont habitées. Cependant, la mer est peu profonde et forme de grandes vasières. Les forêts couvrent 62 % du territoire, les rizières 13,5 %.
La température moyenne annuelle est de 13,85 °C. À cause de la proximité de la mer, le climat est nettement plus océanique que dans le reste de la péninsule. Avec une température moyenne de 1,6 °C en janvier, les hivers sont relativement doux, le printemps et l’automne relativement longs et les températures estivales sont modérées (25,9 °C en aout) avec 1413,5 mm de précipitations sur l’année, essentiellement en été.
Les territoires urbains de la ville de Yeosu sont divisés en 20 quartiers (dong). Les zones rurales sont divisées en 6 communes (myeons) et 1 bourg (eup).
Le centre-ville n’est pas grand et s’étend seulement sur les quartiers de Jungangdong, Hakdong et Yeoseodong. Jungangdong comprend la vieille ville, le port de ferry, la radio Yeosu KBS et les parcs Haeyang et Dolsan. Yeoseodong abrite la gare routière et un campus de l’université nationale de Chonnam.
Le terrain de l’expo 2012 se trouve à Sujeongdong, près du port et de la gare centrale.
| Mois                                | jan. | fév. | mars | avril | mai   | juin | jui.  | août  | sep.  | oct. | nov. | déc. | année   |
| ----------------------------------- | ---- | ---- | ---- | ----- | ----- | ---- | ----- | ----- | ----- | ---- | ---- | ---- | ------- |
| Température minimale moyenne (°C)   | −1,6 | −0,5 | 3,5  | 9,2   | 14,1  | 18   | 22,1  | 23,4  | 19,2  | 13,6 | 7,2  | 1,1  | 10,8    |
| Température moyenne (°C)            | 1,6  | 2,8  | 7,1  | 12,7  | 17,4  | 20,6 | 24,2  | 25,9  | 22,1  | 16,9 | 10,5 | 4,4  | 13,85   |
| Température maximale moyenne (°C)   | 5,4  | 6,8  | 11,5 | 16,7  | 21,3  | 24   | 27    | 29,2  | 25,5  | 20,9 | 14,4 | 8,3  | 17,6    |
| Ensoleillement (h)                  | 203  | 186  | 220  | 205   | 231   | 189  | 164   | 223   | 191   | 224  | 194  | 199  | 2 429   |
| Précipitations (mm)                 | 24,3 | 40,7 | 67,6 | 142,3 | 146,4 | 224  | 260,9 | 229,6 | 152,3 | 55,1 | 49   | 21,3 | 1 413,5 |
| Nombre de jours avec précipitations | 4    | 5    | 6    | 9     | 7     | 9    | 12    | 9     | 8     | 4    | 4    | 3    | 80      |
| Humidité relative (%)               | 56,9 | 58   | 59,9 | 67,2  | 71,1  | 78,8 | 85,3  | 80    | 73,3  | 64,5 | 62,2 | 59,9 | 68,1    |

## Sites et monuments

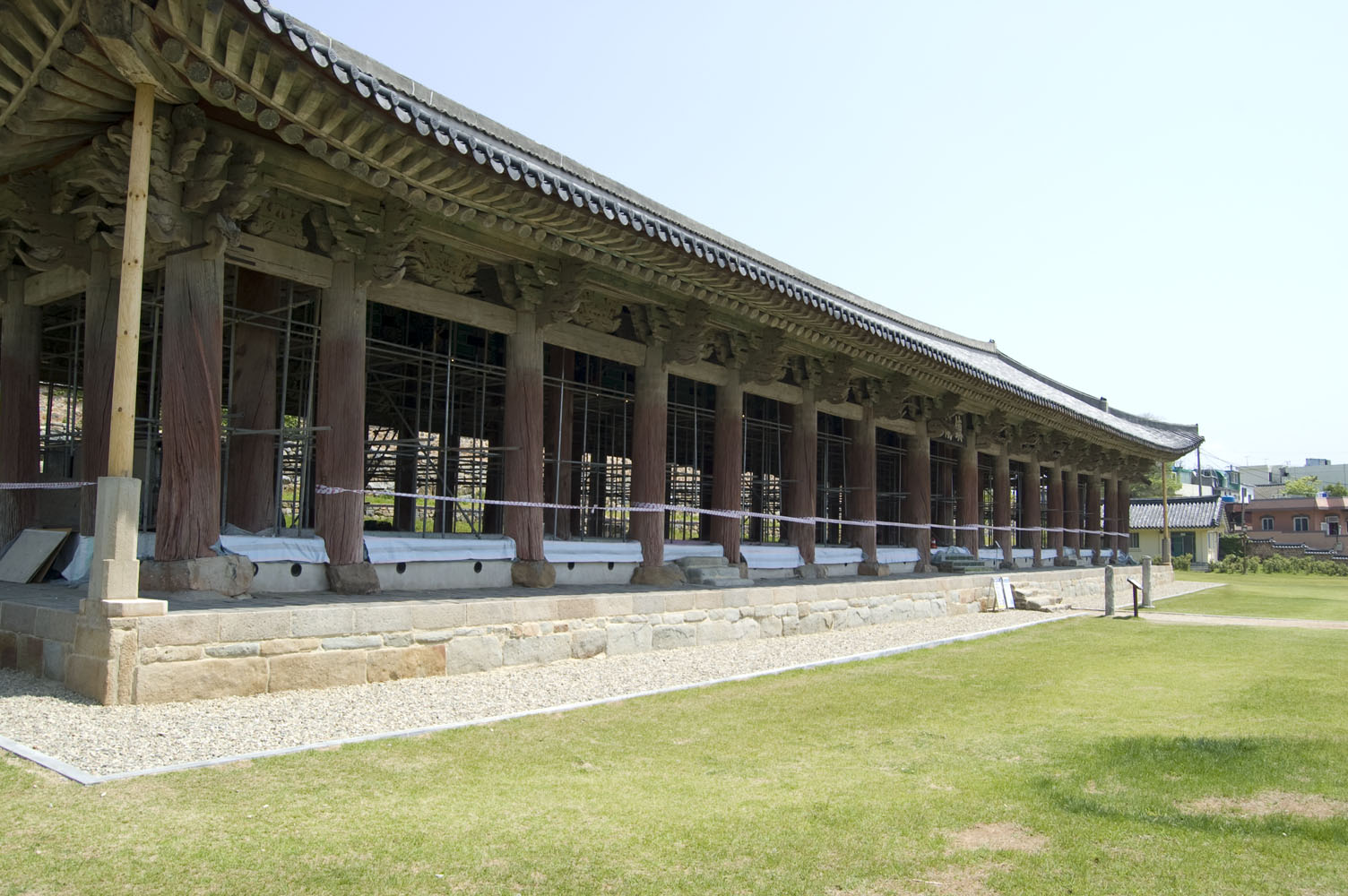
Jinnamgwan, halle construite en 1599

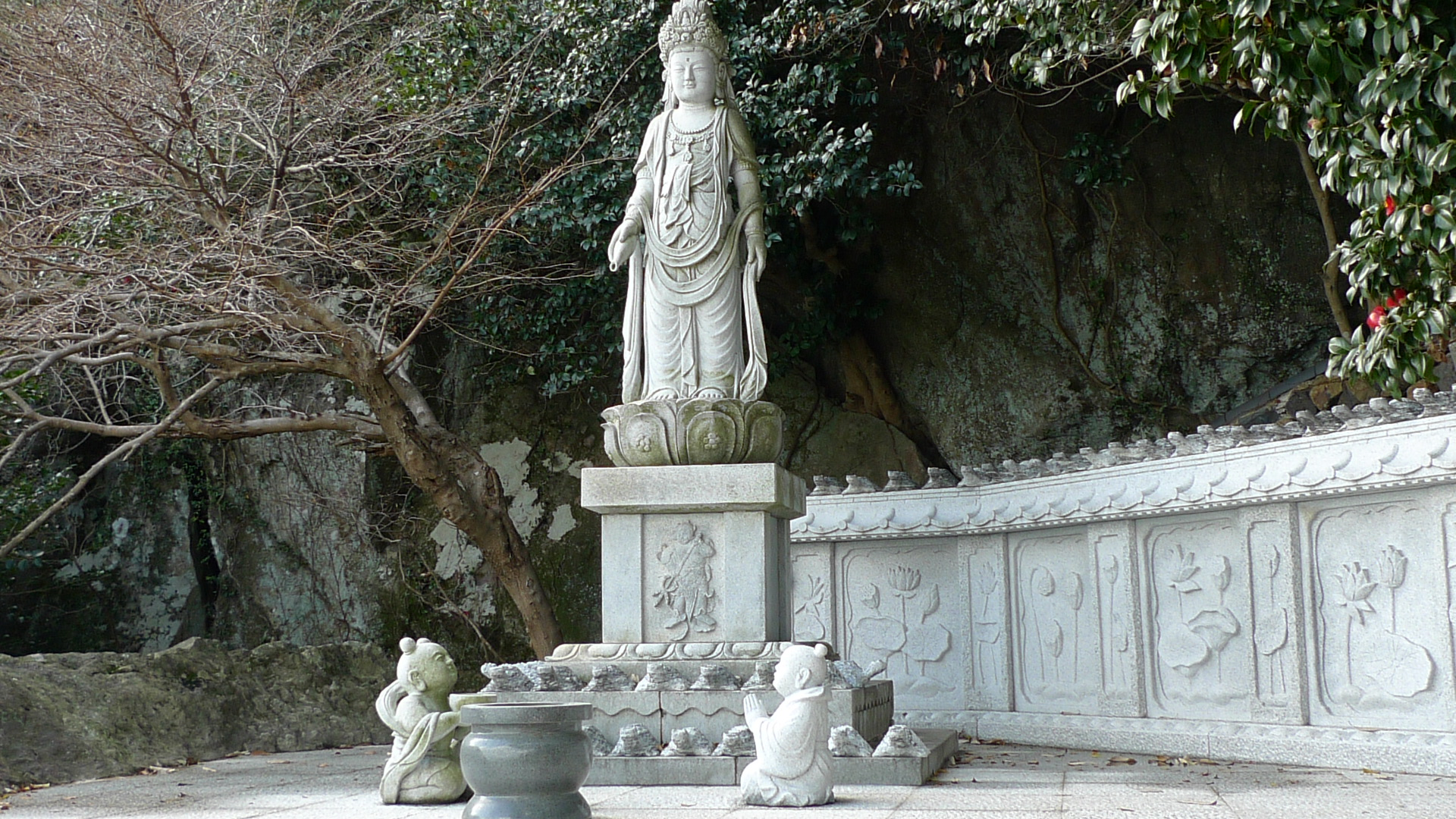
La déesse de la miséricorde de Hyangilam

La halle Jinnamgwan se trouve au centre de Yeosu. C’était le quartier général des forces navales. Pendant la guerre Imjin (1591-1598), elle a servi de salle de réception et de centrale de commandement à l’amiral Yi Sun-sin. Elle offre un large panorama sur le port et le pont de Dolsan. La reconstruction d’un de ses bateaux tortue se trouve dans le port. Brulée en 1597, reconstruite en 1599 et reconvertie en hôtel, elle est classée comme trésor national n° 304. Soutenue par 68 colonnes impressionnantes, hautes de 14 m, c’est la plus longue halle en bois du pays (54,5 m). 
Chungminsa est un sanctuaire dédié à Yi Sun-sin et construit à la demande du premier ministre Yi Hang-bok en 1601. La statue de Yi Sun-sin est entourée par celles de Yi Deok-gi et Ahn Heungguk. Ce monument domine l’ile d’Odong.
Odongdo (ko) est un des buts de voyage les plus importants de Yeosu, réputée pour ses camélias pluricentenaires. Elle est très appréciée par les couples, c’est pourquoi elle a reçu le surnom de « l’ile de l’amour ». L’ile abrite un parc, un phare haut de 25 m et une cascade musicale. On peut s’y rendre en bateau en train ou à pied. 
Seonso est un chantier naval historique où les bateaux tortues ont été construits et entretenus.
Heungguksa est un temple bouddhiste fondé en 1195 par le moine Bojo. Le bâtiment principal abrite des peintures et des sculptures bouddhistes. Honggyo, le pont rouge, est le plus long du pays avec ses 86 piliers. Il est maintenant dans une forêt, au milieu du complexe industriel. 
L’ermitage Hyangilam (ko) perché sur une pente escarpée de Geumosan, la montagne de la couronne dorée, à la pointe sud-est de l’ile de Dolsan, est célèbre pour sa vue sur le lever du soleil, son nom signifie d’ailleurs l’ermitage tourné vers le soleil. Il appartient au courant Avalokitesvara et a été fondé en 644 par Wonhyo, un prêtre bouddhiste. Trois des huit bâtiments ont été endommagés par le feu le 21 décembre 2009.
Autres temples : Hansansa, Yongmunsa.
Le parc national maritime de Dadohae regroupe les plus belles iles, en particulier Geomundo, Baekdo, Geumodo et Sado, l’ile du sable. Cette dernière possède des empreintes de dinosaures. 
La ville organise trois grands festivals : le festival des bateaux-tortue début mai combiné avec le festival des voiliers, suivi par le festival international de la jeunesse fin juillet et le concours international des feux d’artifice en novembre. 

## Cuisine
Yeosu étant un port à l’extrémité d’une péninsule, les spécialités sont en conséquence essentiellement à base de produits de la mer. Ils sont consommés (scare, daurade, sole, anguille, …) soit crus soit grillés (anguille, hapalogenys, huitres). Le kimchi de la région est assaisonné aux feuilles de moutarde.

## Personnages célèbres natifs de Yeosu
- Baek Il-seob (ko) (백일섭), né le 10 juin 1944, acteur
- Huh Young-man (en), né le 26 juin 1947, dessinateur de manhwa
- Ji Sung, né le 27 février 1977, acteur
- Ko Jong-Soo, né le 30 octobre 1978, joueur de football
- Jeong Darae (en), née le 2 décembre 1991, championne d’Asie 2010 au 200 m brasse
- Bae Bien-U, né en 1950, photographe Coréen

## Jumelages
- Japon : Karatsu, depuis le 5 mars 1982
- États-Unis : Sikeston, depuis le 27 octobre 1988
- Chine : Hangzhou, depuis le 1er novembre 1995
- Philippines : Cebu, depuis le 23 octobre 1996
- Mexique : Santiago de Querétaro, depuis le 3 septembre 2002
- États-Unis : Newport Beach
- Trinité-et-Tobago : Port-d'Espagne
- Russie : Vanino
- Chine : Weihai